# Paul Beatty
Paul Beatty (Los Angeles, 1962 –) amerikai író, költő, a 2016-os Booker-díj nyertese.